# NGC 2829
NGC 2829 je galaksija u zviježđu Risu.

## Vanjske poveznice
- SEDS: NGC 2829